# 小米手机3

{{#if:||
后继型号
|-
{{#if:||开发状态
|}}
|-
! 基本数据
|-
|外形
|直板式
|-

|-
|重量
|145克
|-
|网络制式
|标准版：WCDMA/GSM
电信版：主频CDMA，次频WCDMA/GSM
TD版:TD-SCDMA/GSM
|-
|
|MIUI
|-
|CPU
|Qualcomm Snapdragon 800 四核2.3GHz（W/C版）
NVIDIA Tegra 4 四核 1.8GHz（TD版）
|-
|主屏幕
|5英寸，441 ppi 全视角IPS屏幕
|-

|-
|输入设备
|電容多點觸控屏
|-
| 
|16/64GB
|-
|
|2GB
|-
|
|不支持
|-
|连接能力
|GPRS/EDGE/HSPA+
GPS + GLONASS AGPS
蓝牙 4.0、HID
Wi-Fi Display、Direct
|-
|电池
|3025mAh 不可换锂离子聚合物电池
|-
! 多媒体功能
|-
|前置
|200万像素
|-
|后置
|1300万像素
|-

|-

小米手机3是一款由小米科技研发、由富士康代工制造的MIUI平台智能手机。

## 规格参数[2]

### 基本参数
| CPU  | 高通骁龙 800(W/C版) / NVIDIA Tegra 4(TD版)                          |
| GPU  | Adreno 330(W/C版) / Nvidia Geforce(TD版)                            |
| 系统 | MIUI(基于android4.4)，支持Android 4.2，支持Android 6.0(僅支持W/C版) |
| 通话 | 双麦降噪                                                            |

### 网络
| 网络频率 | 2G:GSM 850/900/1800/1900MHz 3G:WCDMA 850/900/1900/2100MHz 3G（电信版）：CDMA 800、1900MHz 3G (TD版):TD-SCDMA 1880-1920/2010-2025MHz |
| 数据业务 | 标准版:GPRS/EDGE/HSPA+（42Mbps） TD版:GPRS/EDGE/TD-HSDPA(2.8Mbps)/TD-HSUPA(2.2Mbps)                                                 |
| GPS      | GPS + GLONASS AGPS |
| 蓝牙     | 蓝牙4.0，蓝牙HID |
| WIFI     | WIFI Display、WIFI Direct、5GHz WiFi                                                                                                |
| NFC      | 支持 |

### 拍照
| 传感器类型  | Sony IMX135 堆棧式CMOS                                                                           |
| 焦距        | (等效35mm照相机) 27mm超大广角                                                                    |
| 光圈        | F/2.2大光圈                                                                                      |
| 闪光灯      | 雙LED闪光灯                                                                                      |
| 连拍功能    | 每秒10连拍 (索尼1300万像素相机，配备飞利浦双LED闪光灯)                                           |
| ISO感光模式 | 自动，手动(100-3200)                                                                             |
| 测光模式    | 平均、中心权重、中点                                                                             |
| 白平衡      | 自动，手动(4种常用场景)                                                                          |
| 对焦方式    | 自动、正常、微距、连续                                                                           |
| 对焦范围    | 10cm - 无限远                                                                                    |
| 自动对焦    | 支持                                                                                             |
| 拍摄风格    | 多种实时滤镜                                                                                     |
| 快门功能    | 全屏长按快门、音量键快门、声控快门                                                               |
| 其它性能    | 支持RAW無損照片（僅限移動版）、零快门延迟、人脸识别、高动态范围（HDR）、全景拍照、陀螺仪辅助对焦 |

## 外部連結
- 小米手机官方主页（页面存档备份，存于）